# Сен-Фор-сюр-Жиронд
Сен-Фор-сюр-Жиро́нд (фр. Saint-Fort-sur-Gironde) — коммуна во Франции, находится в регионе Пуату — Шаранта. Департамент коммуны — Приморская Шаранта. Входит в состав кантона Сен-Жени-де-Сантонж. Округ коммуны — Жонзак.
Код INSEE коммуны — 17328.

## Население
Население коммуны на 2010 год составляло 854 человека.
| 1962 | 1968 | 1975 | 1982 | 1990 | 1999 | 2010 |
| ---- | ---- | ---- | ---- | ---- | ---- | ---- |
| 1143 | 1035 | 1036 | 1009 | 1012 | 903  | 854  |